# Saffirine
Le saffirine sono una classe di composti chimici macrocicli la cui molecola è caratterizzata da uno scheletro eterociclico costituito da cinque residui di pirrolo uniti tramite quattro ponti metinici e da un legame diretto pirrolo-pirrolo. Possedendo un totale di 22 elettroni π delocalizzati, le saffirine rappresentano un composto aromatico eterociclico.